# Quatuor à cordes de Roussel
Pour les articles homonymes, voir Quatuor à cordes.
Le quatuor à cordes op. 45 est une œuvre composée par Albert Roussel entre 1931 et 1932, alors qu'il dépassait 60 ans.
Il s'agit d'une œuvre écrite à l’apogée de la carrière du musicien, composée un an après sa troisième symphonie et son Bacchus et Ariane. Elle est dédiée à Henry Le Bœuf. Il s'agit de son seul quatuor (alors qu'il a composé trois trios), sa musique de chambre se limitant à un peu moins de 20 pièces.
La première en a été donnée le 9 décembre 1932 à Bruxelles, par le Quatuor Pro Arte et la première française jouée quelques jours plus tard à Paris par le Quatuor Roth.
L'œuvre comporte quatre mouvements et son exécution demande environ vingt minutes. Son atmosphère reste particulièrement austère.
- Allegro
- Adagio
- Allegro vivo
- Allegro moderato